# Жандар у Њујорку
Жандар у Њујорку (фр. Le gendarme à New York) наставак је францускe филмскe комедијe Жандар из Сен Тропеа, редитеља Жана Жироа са Лујом де Финесом у главној улози. То је други из серијала од шест филмова у којем Де Финес глуми жандара Лудовика Кришеа.

## Радња
Након што је у Сен Тропеу постао прави јунак, коњички официр у локалној полицији, Лудовик Кришо добија ново признање. Са својим колегама представљаће Француску на Међународном конгресу полиције који се ускоро одржава у Њујорку.
Сви би требало да путују сами без жена или деце, али Кришова ћерка Никол жели да оде у Њујорк, јер јој је то једина шанса да га посети. Отац јој забрањује да иде јер непоштовање наређења може наштетити његовој каријери. Док Кришо путује у Авр авионом и возом, Никол се сакрива на брод СС Франс и путује у Америку као „слепи путник". Током путовања, Лудовик је види како се скрива међу чамцима за спашавање, али његов капетан га убеђује да му се учинило.
Када брод стигне у Њујорк, Никол ухвати имиграциони официр. Она нема пасош, визу и новац, па официр одлучи да је пошаље у француску амбасаду. Спасио ју је новинар који одлучује да напише романтичне чланке о француској девојци без родитеља и њеним сновима. Проналази јој смештај и одводи је у ТВ емисију у којој уживо пева. Током боравка у Њујорку, упознаје карабинијериа који је већ покушавао да је „освоји" док су били на броду. Италијан је одводи код своје родбине убрзо након што Кришо види њен наступ на ТВ-у и открије у којем је хотелу. Убрзо је ухапшен због неспоразума.
Пуштен је уз упозорење и предлог да посети психијатра. Након фројдовске сеансе са психијатром, Кришо се ослобађа својих „визија". Капетан га шаље да пронађе и купи добру говедину како би направио прави француски оброк. Док је извршавао свој задатак, успео је и да помогне у проналаску траженог криминалца. Сутрадан излази чланак у новинама, о томе. Док га чита, примећује чланак са Николином фотографијом, о романтичној вези са италијанским карабинијером. Он присиљава Италијана да му открије где се налази његова ћерка и убрзо проналази радњу његове породице. Успева да је одведе, али их јури сицилијанска мафија која верује да је Никол отета. Они успевају да побегну скривајући се у кинеској четврти обучени као локални кинески пар.
У међувремену, италијански карабинијери тражи помоћ полиције и других жандара присутних на конгресу како би му помогли да пронађе своју изгубљену љубав. Кришо превози Никол до аеродрома таксијем у коферу, али због малог саобраћајног инцидента присиљен је да пусти Никол да се сама снађе. Упркос свему, успевају да избегну полицију и Кришовог капетана на градилишту и врате се у напуштени такси који их води до аеродрома.
Кришо, на аеродрому, наилази на Никол, која је обучена као стјуардеса Ер Франса. Тера га да изабере да ли ће летети истим авионом којим и она, и тако ризиковати да је капетан види или ће се постарати да закасне на лет. Кришо се одлучује за другу опцију. Капетан види девојку која личи на Никол, која затвара врата авиона. То преноси Лудовику који успева да га убеди да му се учинило.
Филм се завршава у Сен Тропеу, где жандаре дочекују мештани, њихове супруге и Никол. Капетан, на крају, схвата да Никол носи хаљину коју јој је Кришо купио у Америци. Проглашава га непослушним, суочавају се.

## Гледаност
Био је то четврти најпопуларнији филм 1965. године у Француској, након филмова Голдфингер и Операција Гром. Жандар у Њујорку је био популарнији и од Мери Попинс. 

## Улоге
| Глумац          | Улога                             |
| --------------- | --------------------------------- |
| Луј де Финес    | полицијски наредник Лудовик Кришо |
| Женевјев Град   | Никол Кришо                       |
| Мишел Галабри   | заменик Жером Жербер              |
| Жан Лефевр      | жандар Лисјен Фугас               |
| Кристијан Марен | жандар Албер Мерло                |
| Ги Гросо        | жандар Гастон Трикар              |